# Collegio uninominale Lombardia 4 - 01 (2017)
Il collegio elettorale uninominale Lombardia 4 - 01 è stato un collegio elettorale uninominale della Repubblica Italiana per l'elezione della Camera tra il 2017 ed il 2022.

## Territorio
Come previsto dalla legge elettorale italiana del 2017, il collegio era stato definito tramite decreto legislativo all'interno della circoscrizione Lombardia 4.
Era formato dal territorio di 74 comuni: Alagna, Albonese, Bastida Pancarana, Battuda, Bereguardo, Borgo San Siro, Breme, Candia Lomellina, Carbonara al Ticino, Casei Gerola, Casorate Primo, Cassolnovo, Castelletto di Branduzzo, Castello d'Agogna, Castelnovetto, Ceretto Lomellina, Cergnago, Cervesina, Cilavegna, Confienza, Corana, Cornale e Bastida, Cozzo, Dorno, Ferrera Erbognone, Frascarolo, Galliavola, Gambarana, Gambolò, Garlasco, Gravellona Lomellina, Gropello Cairoli, Langosco, Lomello, Lungavilla, Mede, Mezzana Bigli, Mezzana Rabattone, Montebello della Battaglia, Mortara, Nicorvo, Olevano di Lomellina, Ottobiano, Palestro, Pancarana, Parona, Pieve Albignola, Pieve del Cairo, Pizzale, Robbio, Rosasco, San Giorgio di Lomellina, Sannazzaro de' Burgondi, Sant'Angelo Lomellina, Sartirana Lomellina, Scaldasole, Semiana, Silvano Pietra, Sommo, Suardi, Torre Beretti e Castellaro, Torre d'Isola, Tromello, Trovo, Valeggio, Valle Lomellina, Velezzo Lomellina, Vigevano, Villa Biscossi, Villanova d'Ardenghi, Voghera, Zeme, Zerbolò e Zinasco.
Il collegio era quindi interamente compreso nella provincia di Pavia.
Il collegio era parte del collegio plurinominale Lombardia 4 - 01.

## Eletti
| Elezione | Elezione | Deputato       | Partito |
| -------- | -------- | -------------- | ------- |
|          | 2018     | Elena Lucchini | Lega    |

## Dati elettorali

### XVIII legislatura
Come previsto dalla legge elettorale, 232 deputati erano eletti con sistema a maggioranza relativa in altrettanti collegi uninominali a turno unico.
| Candidati              | Candidati                | Voti    | %     | Liste                           | Voti    | %     |
| ---------------------- | ------------------------ | ------- | ----- | ------------------------------- | ------- | ----- |
|                        | Elena Lucchini ✔️ Eletto | 70 421  | 51,12 | Lega                            | 39 286  | 28,52 |
| Forza Italia           | Elena Lucchini ✔️ Eletto | 70 421  | 51,12 | 24 514                          | 17,80   |       |
| Fratelli d'Italia      | Elena Lucchini ✔️ Eletto | 70 421  | 51,12 | 5 571                           | 4,04    |       |
| Noi con l'Italia - UDC | Elena Lucchini ✔️ Eletto | 70 421  | 51,12 | 1 050                           | 0,76    |       |
|                        | Elena Modini             | 30 780  | 22,34 | Movimento 5 Stelle              | 30 780  | 22,34 |
|                        | Emanuela Marchiafava     | 28 260  | 20,51 | Partito Democratico             | 24 327  | 17,66 |
| +Europa                | Emanuela Marchiafava     | 28 260  | 20,51 | 3 071                           | 2,23    |       |
| Italia Europa Insieme  | Emanuela Marchiafava     | 28 260  | 20,51 | 509                             | 0,37    |       |
| Civica Popolare        | Emanuela Marchiafava     | 28 260  | 20,51 | 353                             | 0,26    |       |
|                        | Carlo Porcari            | 3 077   | 2,23  | Liberi e Uguali                 | 3 077   | 2,23  |
|                        | Lorenzo Cafarchio        | 1 793   | 1,30  | CasaPound                       | 1 793   | 1,30  |
|                        | Daniele Brogi            | 1 102   | 0,80  | Italia agli Italiani            | 1 102   | 0,80  |
|                        | Giuseppe Abbà            | 1 061   | 0,77  | Potere al Popolo!               | 1 061   | 0,77  |
|                        | Antonio Brescia          | 505     | 0,37  | Il Popolo della Famiglia        | 505     | 0,37  |
|                        | Simona Coda              | 315     | 0,23  | Per una Sinistra Rivoluzionaria | 315     | 0,23  |
|                        | Paolo Bolognesi          | 301     | 0,22  | 10 Volte Meglio                 | 301     | 0,22  |
|                        | Dario Botti              | 138     | 0,10  | PRI - ALA                       | 138     | 0,10  |
| Totale                 | Totale                   | 137 753 | 100   |                                 | 137 753 | 100   |
|                        |                          |         |       |                                 |         |       |
| Voti non validi        | Voti non validi          | 5 156   | 3,61  |                                 |         |       |
| Votanti                | Votanti                  | 142 909 | 72,52 |                                 |         |       |
| Elettori               | Elettori                 | 197 051 |       |                                 |         |       |